# 수택고등학교
수택고등학교(水澤高等學校)는 대한민국 경기도 구리시 수택동에 있는 공립 고등학교이다.

## 학교 연혁
- 2001년 12월 1일 : 설립인가 (일반 36, 특수 4학급 남여공학)
- 2002년 3월 1일 : 개교, 초대 노병희 교장 취임
- 2002년 3월 5일 : 제1회 입학식 (12학급 427명)
- 2004년 3월 1일 : 봉사활동 연구시범학교 운영 (경기도교육청지정, 2년)
- 2010년 3월 1일 : 방과후학교 연구시범학교 운영(경기도교육청지정, 2년)
- 2011년 3월 1일 : 미술교육과정 특성화교 운영 (교과부지정, 계속)
- 2012년 3월 2일 : 과목중심형 교과교실제운영 (교육과학기술부지정)
- 2012년 9월 1일 : 자율학교 선정 (경기도교육청지정,5년)
- 2017년 9월 1일 : 자율학교 선정 (경기도교육청 지정, 교육과정 특성화, 5년)
- 2019년 3월 1일 : 예술중점학교(미술) 지정(6년)
- 2021년 9월 1일 : 제6대 김환복 교장 취임
- 2022년 2월 28일 : 도서관 리모델링 완료
- 2022년 2월 28일 : 학교공간혁신 사업 완료 (4층 세미나실, 3층 쉼터, 3,4층 복합공간 조성)
- 2023년 12월 29일 : 제20회 졸업식(193명, 총 8,087명 졸업)
- 2024년 3월 4일 : 제23회 입학식(8학급 216명 입학)

## 참고 자료
- 수택고등학교 - 한국교육학술정보원 학교알리미